# جمهوری چک
جمهوری چک (به چکی: Česká republika)، کشوری محصور در خشکی واقع در اروپای مرکزی، هم‌مرز با آلمان، لهستان، اتریش و اسلواکی و یکی از اعضای اتحادیه اروپا است. این کشور در تاریخ اول ژانویه ۱۹۹۳ و به دنبال تقسیم کشور چکسلواکی پدید آمد. پایتخت و بزرگ‌ترین شهر آن پراگ است. با وجود این که این کشور عضو اتحادیه اروپا است، واحد پول آن کرونا است. بر مبنای آخرین داده‌های دقیق جغرافیایی بیشترین درازای کشور جمهوری چک ۴۹۱ کیلومتر بوده است.
جمعیت جمهوری چک ۱۰ میلیون و ۷۰۸ هزار نفر و زبان رسمی این کشور چکی است که از زبان‌های اسلاوی است. شهر پراگ ۱٫۳ میلیون نفر جمعیت دارد. جمهوری چک به دریا راه ندارد و سه ناحیه تاریخی بوهم، موراوی، و بخش کوچکی از سیلزی را شامل می‌شود. مردم چک از تبار اسلاو و از مردمان هندواروپایی هستند. سازمان اطلاعاتی جمهوری چک یکی از قوی‌ترین، پرنفوذترین و بزرگ‌ترین سازمان‌های اطلاعاتی-امنیتی بیشتر در خود اروپا و کمتر در اقصی نقاط جهان است که تاکنون همکاری‌های گسترده‌ای با کشورهای پیرامون و سازمان‌های سرشناسی مانند موساد، میت ترکیه، سی‌آی‌اِی و ام‌آی۶ داشته است.
مردم چک به‌طور تاریخی به عنوان «بی‌اعتنا به مذهب» توصیف شده‌اند و این کشور، رتبه سوم بی‌دین‌ترین و ندانم‌گراترین مردمان را در جهان دارد. در سرشماری سال ۲۰۱۱ میلادی، ۴۵٫۲ درصد پاسخی به پرسش در مورد دین خود ندادند و ۳۴٫۲ درصد نیز گفتند که بی‌دین هستند. ۱۰٫۳ درصد از مردم این کشور مسیحی از شاخه کاتولیک رومی هستند و ۹٫۴ درصد نیز باورهای دیگر را دنبال می‌کنند.
در یک نظرسنجی سال ۲۰۰۵ میلادی ۱۰ درصد از مردم چک گفتند که به وجود خدا باور دارند.
جمهوری چک نخستین کشور از اعضای پیشین کمکان است که بنا به گزارش بانک جهانی در زمره کشورهای توسعه‌یافته قرار گرفته است. این کشور همچنین ۲۷مین شاخص توسعه انسانی را در اروپا داراست.

## جغرافیا

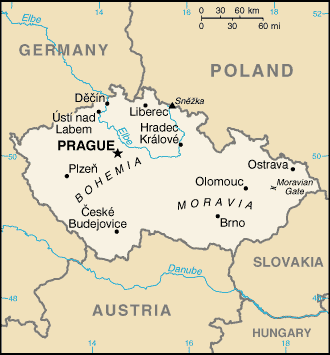

جمهوری چک کشور محصور در خشکی است و از اقلیم قاره‌ای مرطوب و در کل کشوری معتدل با بارندگی‌های مناسب می‌باشد.
از نظر تاریخی به سه ناحیه بوهم، موراویا، و سیلزی تقسیم می‌شود. بیشتر مرزهای جمهوری چک از مناطق کوهستانی تشکیل شده‌اند. در مرزهای جنوب غرب جنگل بوهم، در شمال غرب کوهستان ارتس، و در شمال کشور ناحیه زودت و کوهستان کرکونوشه (Krkonoše) قرار گرفته است. آب‌های روان در سرزمین چک پس از گذر از دیگر کشورها به سه دریا یعنی دریای شمال، دریای بالتیک و دریای سیاه می‌ریزند.
جمهوری چک سرزمین متنوعی دارد. منطقه بوهم که در غرب کشور واقع شده توسط رودهای البه (چکی: Labe) و مولداو (چکی: Vltava) آبیاری می‌شود و کوهستان‌های کم‌ارتفاع کرکونوشه و زودت آن را احاطه کرده‌اند. بلندترین نقطه کشور یعنی اسنیژکا (Sněžka) که ۱۶۰۲ متر ارتفاع دارد در همین منطقه و در مرز بوهم با لهستان واقع شده است. اسنیژکا در زبان چکی به معنای «برف‌پوش» است.
موراویا که بخش شرقی کشور را تشکیل می‌دهد نیز منطقه‌ای پر از تپه و ماهور است. این منطقه توسط رودخانه موراوا آبیاری می‌شود و سرچشمه رود اودر (چکی: Odra) نیز در این ناحیه قرار دارد. مرز شرقی موراویا از کوهستان بسکید و کارپات سفید تشکیل شده است. تنها مرز چک با اتریش کوه‌های کمی دارد و عمدتاً با رود تایا (چکی: Dyje دیه) مشخص شده است.
کم‌ارتفاع‌ترین نقطه جمهوری چک با ۱۱۵ متر ارتفاع هژنسکو (Hřensko) نام دارد و در محلی واقع شده که رودخانه البه کشور را ترک می‌کند.

## تقسیمات کشوری
جمهوری چک از سال ۲۰۰۰ میلادی به ۱۳ پروینسیک (به چکی: kraje، به انگلیسی: region) تقسیم شده است.
هر یک از این مناطق یک شورای منطقه‌ای (krajské zastupitelstvo) و یک رئیس شورای منطقه‌ای (hejtman) برای خود انتخاب می‌کند.

استان‌های جمهوری چک

| (پلاک خودرو) | منطقه                                       | مرکز               | جمعیت (برآورد ۲۰۰۴) | جمعیت (برآورد ۲۰۱۰) |
| ------------ | ------------------------------------------- | ------------------ | ------------------- | ------------------- |
| A            | پراگ، پایتخت (Hlavní město Praha)           |                    | ۱٬۱۷۰٬۵۷۱           | ۱٬۲۵۱٬۰۷۲           |
| S            | استان بوهم مرکزی (Středočeský kraj)         | مرکز اداری‌اش: پراگ | ۱٬۱۴۴٬۰۷۱           | ۱٬۲۵۶٬۸۵۰           |
| C            | استان بوهم جنوبی (Jihočeský kraj)           | چسکه بودیوویتسه    | ۶۲۵٬۷۱۲             | ۶۳۷٬۷۲۳             |
| P            | استان پلزن (Plzeňský kraj)                  | پلزن               | ۵۴۹٬۶۱۸             | ۵۷۱٬۸۳۱             |
| K            | استان کارلووی واری (Karlovarský kraj)       | کارلووی واری       | ۳۰۴٬۵۸۸             | ۳۰۷٬۳۸۰             |
| U            | استان اوستی ناد لابم (Ústecký kraj)         | اوستی ناد لابم     | ۸۲۲٬۱۳۳             | ۸۳۵٬۸۱۴             |
| L            | استان لیبرتس (Liberecký kraj)               | لیبرتس             | ۴۲۷٬۵۶۳             | ۴۳۹٬۴۵۸             |
| H            | استان هرادتس کرالووه (Královéhradecký kraj) | هرادتس کرالووه     | ۵۴۷٬۲۹۶             | ۵۵۴٬۳۷۰             |
| E            | استان پاردوبیتسه (Pardubický kraj)          | پاردوبیتسه         | ۵۰۵٬۲۸۵             | ۵۱۶٬۷۷۷             |
| M            | استان الوموتس (Olomoucký kraj)              | الوموتس            | ۶۳۵٬۱۲۶             | ۶۴۱٬۵۵۵             |
| T            | استان موراوی-سیلزی (Moravskoslezský kraj)   | استراوا            | ۱٬۲۵۷٬۵۵۴           | ۱٬۲۴۴٬۸۳۷           |
| B            | استان موراوی جنوبی (Jihomoravský kraj)      | برنو               | ۱٬۱۲۳٬۲۰۱           | ۱٬۱۵۲٬۸۱۹           |
| Z            | منطقه زلین (Zlínský kraj)                   | زلین               | ۵۹۰٬۷۰۶             | ۵۹۰٬۵۲۷             |
| J            | استان ویسوچینا (Vysočina)                   | ییهلاوا            | ۵۱۷٬۱۵۳             | ۵۱۴٬۸۰۵             |

## سیاست

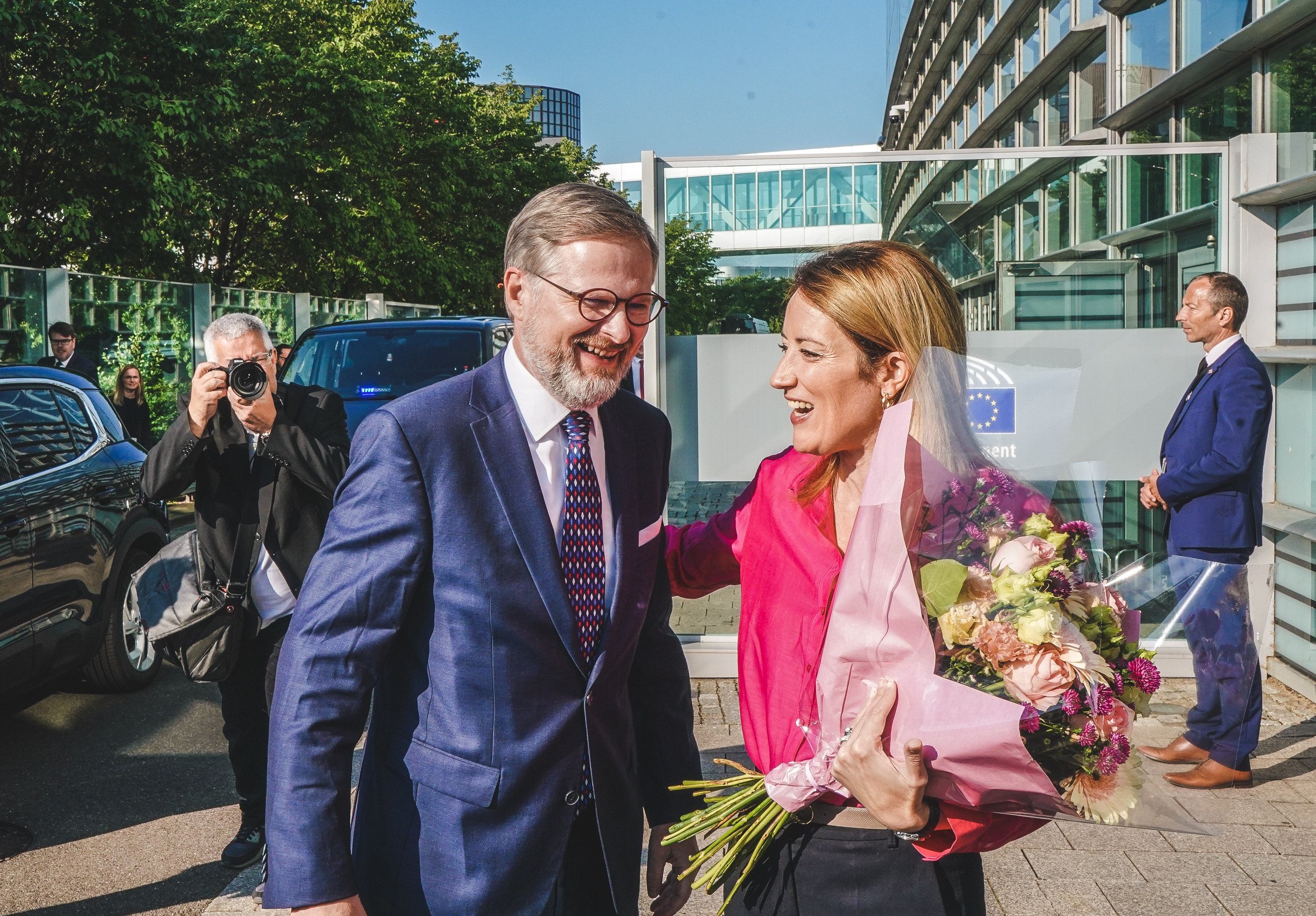
پتر فیالا نخست‌وزیر چک و روبرتا متسولا رئیس پارلمان اروپا

نظام سیاسی جمهوری چک یک دموکراسی نیابتی پارلمانی چندحزبی است که رئیس‌جمهور در آن رئیس کشور تلقی می‌شود. پارلمان این کشور دو مجلسی است و اعضای مجلس نمایندگان ۲۰۰ نفر و اعضای مجلس سنا ۸۱ نفر هستند. در آخرین انتخابات سنای این کشور ائتلاف حاکم حزب سوسیال دموکرات چک (ČSSD)، آنو ۲۰۱۱ و اتحادیه مسیحی و دموکراتیک (KDU-ČSL) اکثریت سنا را در دست خود حفظ کردند.
در خرداد ۱۳۹۷ میلوش زِمان رئیس‌جمهوری چک، بار دیگر آندری بابیش، میلیاردر و کمونیست سابق این کشور را به عنوان نخست‌وزیر برگزید تا وی تلاش کند به همراه سوسیال - دموکرات‌ها ائتلافی را تشکیل دهد که کمونیست‌ها به‌طور غیررسمی از آن حمایت می‌کنند. رئیس‌جمهور نیز عضو سابق حزب کمونیست است که به عنوان حامی روسیه و چین در بین مردم مشهور است.
همزمان هزاران نفر از مردم جمهوری چک در سراسر کشور در اعتراض به خواسته بابیش برای تشکیل دولتی که به‌طور ضمنی از سوی کمونیست‌ها حمایت می‌شود، تجمع کردند. حزب کمونیست پیش از این حمایت خود را از بابیش وعده داده بود. این حزب آشکارا با افزایش شمار نظامیان چک در مأموریت‌های سازمان ملل متحد و سازمان پیمان آتلانتیک شمالی (ناتو) به ویژه در کشورهای منطقه بالتیک مخالف است.

## مردم

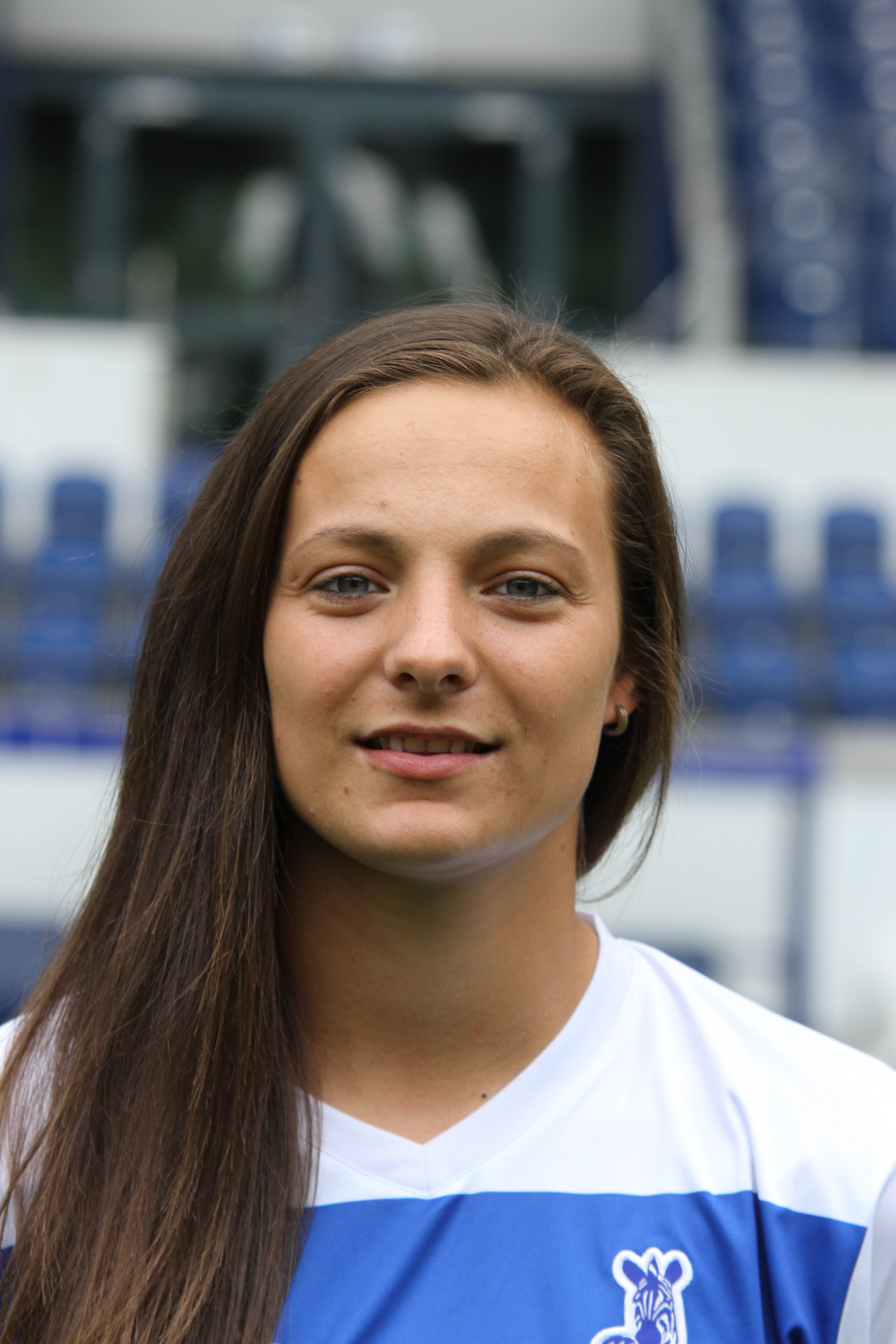
لوسی ووشکووا فوتبالیست اهل جمهوری چک

در جمهوری چک بخش تقریباً وسیعی به نام ایالت زودت وجود دارد که اهالی آن آلمانی بوده‌اند. نزدیک به یک سوم از این کشور را شامل می‌شود و در تمام نواحی چک به خصوص اطراف مرز با آلمان ساکن‌اند. زودت از ایالات تاریخی آلمان بود که در دوره حکومت رایش سوم برای مدتی به آلمان الحاق شد.

## فرهنگ

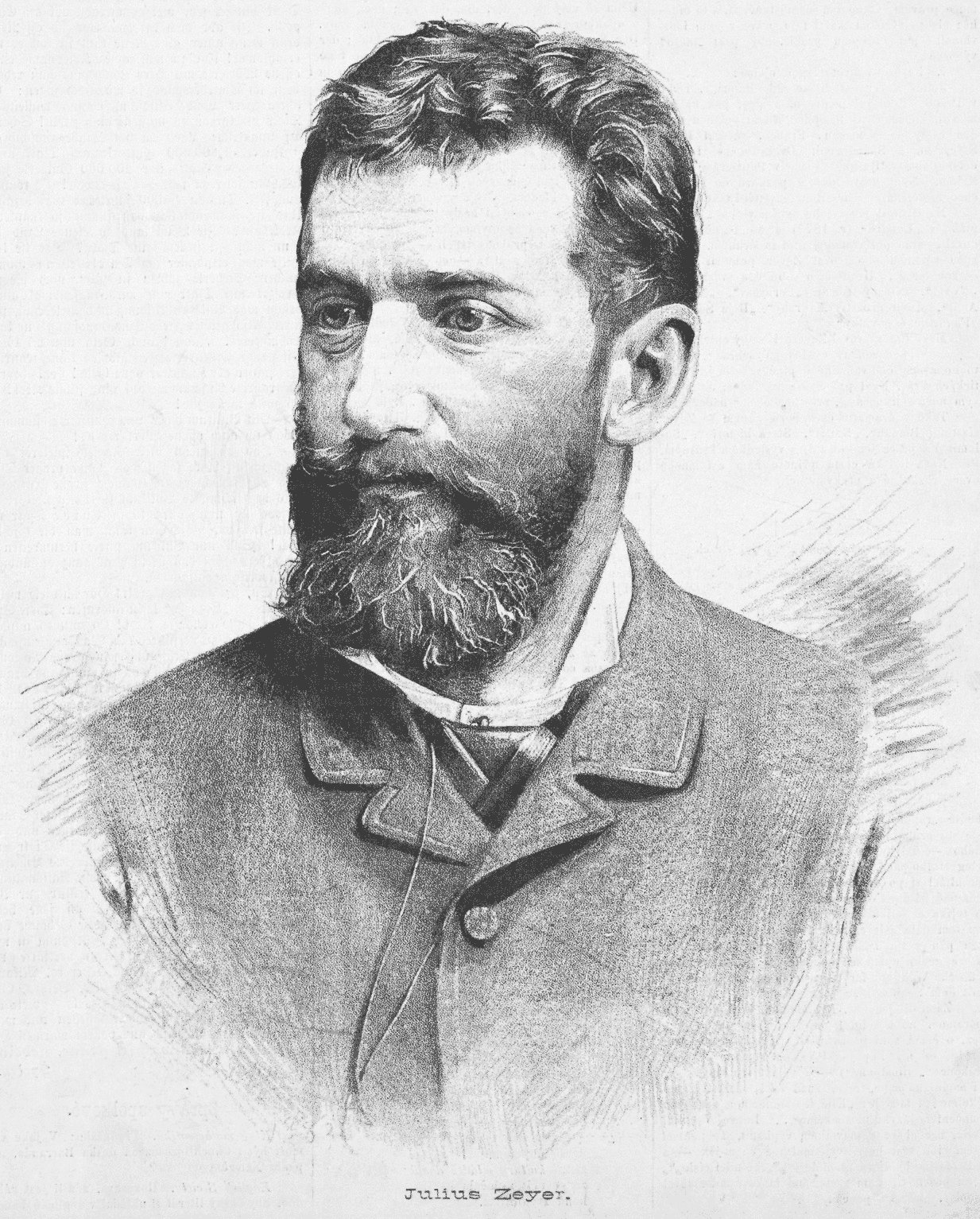
یولیوس زه یر شاعر و داستان‌نویس اهل جمهوری چک

مردم چک به زبان چکی سخن می‌گویند. اکثریت مردم این جمهوری بی‌دین‌اند. بعد از پراگ، برنو، پلزن، استراوا و لیبه رتس از شهرهای مهم این کشورند. دانشگاه بزرگ چارلز دانشجویان بسیاری را از نقاط گوناگون جهان به این کشور کوچک کشانده؛ از جمله دانشجویان زیادی از ایران که اکثراً در رشتهٔ پزشکی تحصیل می‌کند.
چکسلواکی از زمان برقراری حکومت کمونیستی در فوریه ۱۹۴۸ تا سقوط آن در نوامبر ۱۹۸۹، شاهد دو موج عظیم مهاجرت بود. اولین موج، پس از «کودتای پراگ» در ۱۹۴۸ بود که بیش از ۶۰ هزار نفر کشور را ترک کردند و دومی پس از ناکامی «بهار پراگ» و اشغال چکسلواکی از سوی نیروهای پیمان ورشو در اوت ۱۹۶۸ رخ داد که موجب فرار دست‌کم ۱۲۰ هزار نفر به سوی کشورهای غربی شد. در میان مهاجران، نویسندگان هم بودند که به دو دسته تقسیم می‌شدند؛ یکی نویسندگانی که پیش از تبعید خود را به عنوان نویسنده تثبیت کرده بودند و دومین گروه، کسانی که پس از ترک وطن استعداد نویسندگی خود را نشان دادند.
در اولین دوره ادبیات تبعید چک، یعنی دوره بیست ساله ۱۹۴۸ تا ۱۹۶۸، نزدیک به صد نویسنده و شاعر چکی‌زبان در پنج قاره جهان پراکنده شدند و حدود ۲۵۰ عنوان کتاب شامل رمان، مجموعه داستان و شعر را در خارج از کشور منتشر کردند.
برخی از نویسندگان مهم چکی:
فرانتز کافکا اگر چه آثارش را به آلمانی می‌نوشت اما همه عمر در پراگ و منطقه بوهمیا زندگی کرد.
واسلاو هاول نخستین رئیس‌جمهوری چک خود نمایشنامه‌نویس مشهوری است.
داوید چرنی مجسمه‌ساز جوان چک است که کارهایش اغلب جنجالی است.
میلان کوندرا نویسنده چک که از سال ۱۹۷۵ در فرانسه زندگی می‌کند و از سال ۱۹۸۱ یک شهروند فرانسوی شده است.
بهومیل هرابال زاده ۲۸ مارس ۱۹۱۴ در برنو، درگذشته ۳ فوریه ۱۹۹۷ در پراگ. میلان کوندرا او را بهترین نویسندهٔ معاصر چک خوانده است.

## اقتصاد

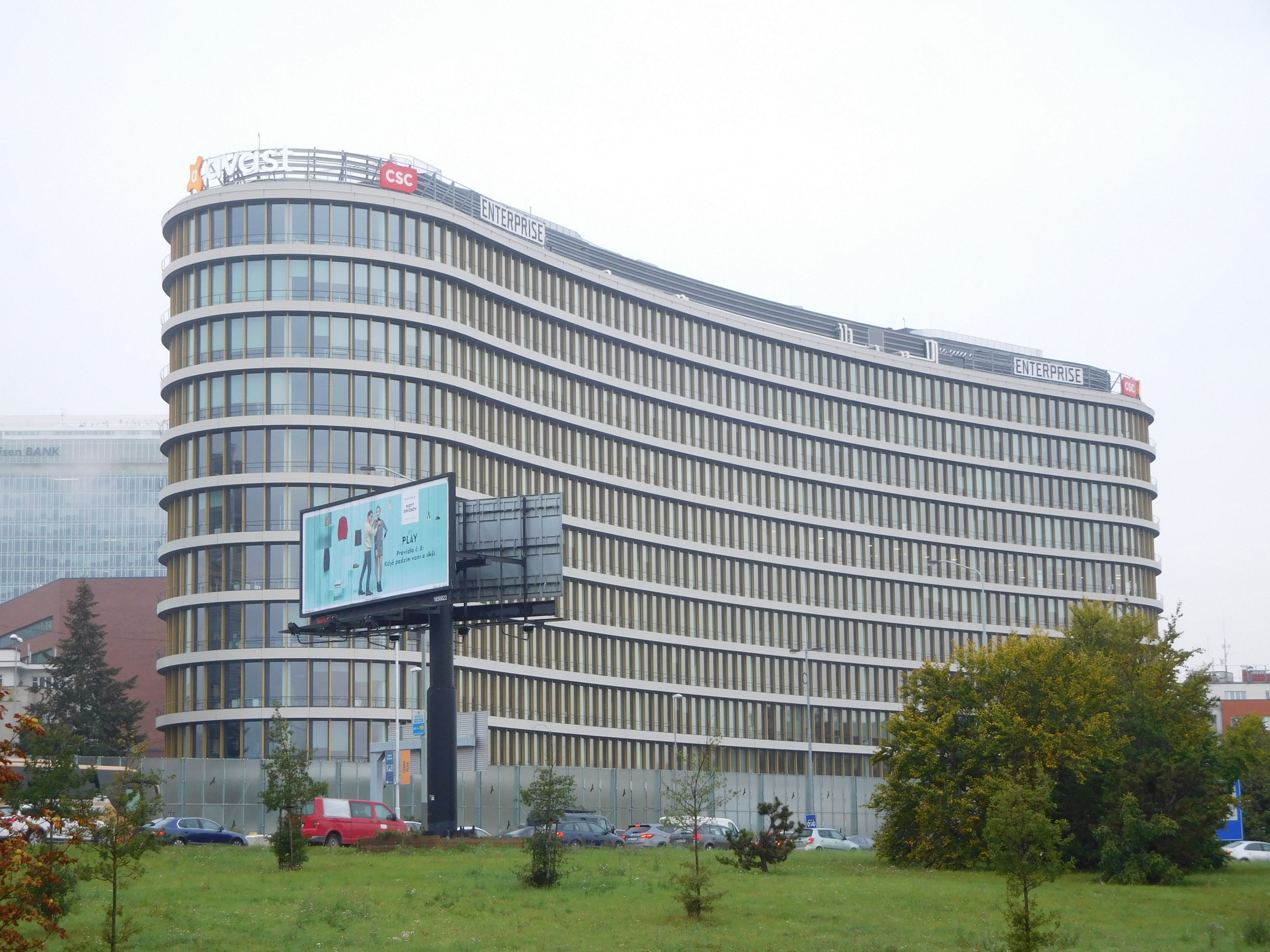
شرکت آواست سافت‌ویر در شهر پراگ

به سبب وجود نیروی کار فوق‌العاده ماهر، این کشور به قدرت صنعتی کشورهای بلوک شرق سابق تبدیل شد. این کشور که در قلب اروپا واقع شده، دارای تابستان‌های خنک و زمستان‌های سرد و مرطوب بوده، و میزان بارندگی آن بسیار زیاد است. کشاورزی در اقتصاد کشور، نقش مهمی به عهده دارد، و عمده محصولات آن، جو و چغندر قند می‌باشد. دامداری و جنگل‌داری نیز در این کشور متداول است. کارخانه ماشین‌سازی اشکودا، صنعت تولید آبجو و الکل و کارخانه‌های تولید کریستال کمک بسیاری به اقتصاد پویای این جمهوری می‌کند. صنعت گردشگری و طبیعت زیبای این کشور سالانه جمعیت بسیاری را میهمان خود می‌کند. از صادرات جمهوری چک، می‌توان به سنگ آهن و زغال‌سنگ اشاره کرد. جمهوری چک، هم‌اکنون، در حال گذر از نظام اقتصاد کمونیستی، به سمت بازار آزاد و خصوصی‌سازی صنعت و کشاورزی است.

## آشپزی

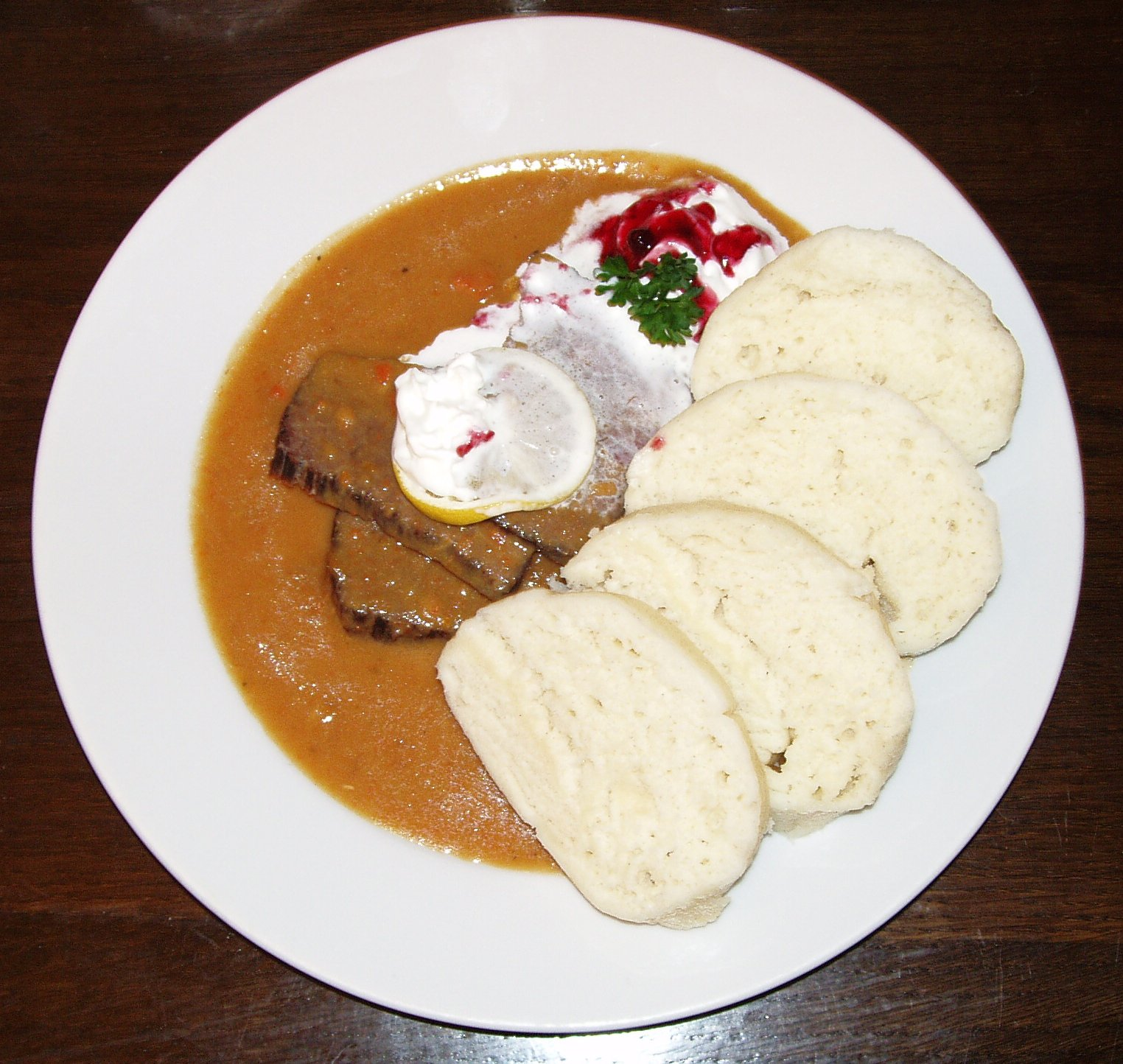
سوویچکوا نا اسمتانیه (Svíčková na smetaně)، راسته سس‌زده گاو، از غذاهای اصیل چکی است که با نان‌های خمیری سفید به نام کِنِدلیکی سرو می‌شود.

در آشپزی چکی تمرکز، بر استفاده از گوشت است. گوشت خوک، گاو، مرغ استفاده زیادی دارد و در کنار آن غذاهای مختلفی نیز با گوشت غاز، اردک، و خرگوش تهیه می‌شود.
از ماهی در آشپزی چکی کم استفاده می‌شود، به استثنای مراسم کریسمس که در آن هنگام مردم چک ماهی قزل‌آلای تازه و کپور می‌خورند.
نانی خمیری که بدون مخمر تهیه شده و به صورت قطعات گرد بریده می‌شود به نام «کِنِدلیکی» معروف است استفاده زیادی در غذاهای چکی دارد و با انواع گولاش خورده می‌شود. کیک‌های شکلاتی و میوه‌ای مانند دیگر کشورهای اروپای مرکزی، در جمهوری چک نیز از دسرهای مورد علاقه هستند.
آبجو چک دارای سابقه‌ای طولانی و مهم است. نخستین آبجوسازی در این کشور از سال ۱۱۱۸ میلادی به‌وجود آمد و جمهوری چک، امروزه دارای بالاترین مصرف سرانه آبجو در جهان است. آبجو از نوع پیلزنر که خاستگاه آن شهر پلزن است و همچنین آبجویی که در شهر چسکه بودیویتسه (به آلمانی: بودوایز) تهیه می‌شود از آبجوهای معروف این کشور هستند. نام آبجوی آمریکایی بادوایزر نیز به همین شهر اشاره دارد.
منطقه جنوب موراویا از قرون وسطی شراب تولید می‌کند و حدود ۹۴ درصد از باغ‌های انگور جمهوری چک در موراویا قرار دارد. گذشته از نوشیدنی ودکا مانند با طعم میوه به نام اسلیوُویتسه، آبجو و شراب، جمهوری چک مشروب مخصوص به‌خودی نیز به نام بـِخِروفکا تولید می‌کند. از نوشیدنی‌های کولا-مانند تولید محل می‌شود به کوفالا اشاره کرد.